# Rāma
Pour les articles homonymes, voir Rama.
Rāma (sanskrit : रामा) ou Rām (hindi : राम, en devanāgarī), ou encore Irāmar (tamoul : இராமர்) est un roi véritable ou mythique de l'Inde antique, dont la vie et les exploits héroïques sont relatés dans le Rāmāyaṇa (« La Geste de Râma »), une des deux épopées majeures de l'Inde, écrites en sanskrit. Des données astronomiques extraites du poème épique permettraient de dater son règne approximativement au XXe siècle av. J.-C. Selon la tradition hindoue, il aurait apporté bonheur et paix durant le Trêta-Yuga.
Le Rāmāyaṇa a été fixé par écrit plusieurs dizaines de siècles après le règne supposé de Râma, probablement autour du début de l'ère chrétienne. Cependant, les dévots hindous acceptent le Rāmāyaṇa comme un compte-rendu fidèle de la vie du Rāma historique.
Dans l'hindouisme, Rāma est considéré comme le septième avatar du dieu Vishnou. Il est l'image de l'homme parfait et est adoré au même titre que son compagnon Hanuman, la fidélité incarnée, le dieu-singe qui l'aide dans ses aventures.

## Biographie
La biographie de Râma est bien sûr mythique, et la partie qui suit est un résumé du Râmâyana.

### Jeunesse et exil
Rāma est prince de la ville Ayodhyâ, gouvernée par le roi Dasharatha, dont il est le fils. Sa mère est Kaushalyâ, la première des trois épouses du roi. Râma suit une éducation guerrière qui le prépare au pouvoir. Il épouse Sîtâ, la fille du roi Janaka de Videha.
Mais bientôt, alors qu'il est promis à la succession de son père, Kaikeyî, sa belle-mère et deuxième épouse de Dashratha, oblige le roi (en fonction d'une promesse que celui-ci lui a faite autrefois) à mettre sur le trône son propre fils Bhârata et à exiler Râma dans une lointaine forêt pour quatorze ans. Lakshmana, fils de la troisième femme du roi, convainc son frère Râma d'accepter qu'il l'accompagne dans cet exil. Sîtâ décide aussi de suivre son mari.
Rāma, Sîtâ et Lakshmana se mettent donc en route pour la forêt de Dandaka, où ils vivront en ascètes. En chemin, ils s'arrêtent dans un lieu qui reçoit le nom de Ram-thehera, c'est-à-dire « la halte de Rām » (et qui devint au fil du temps Ramathra).

### Le rapt de Sîtâ et la guerre

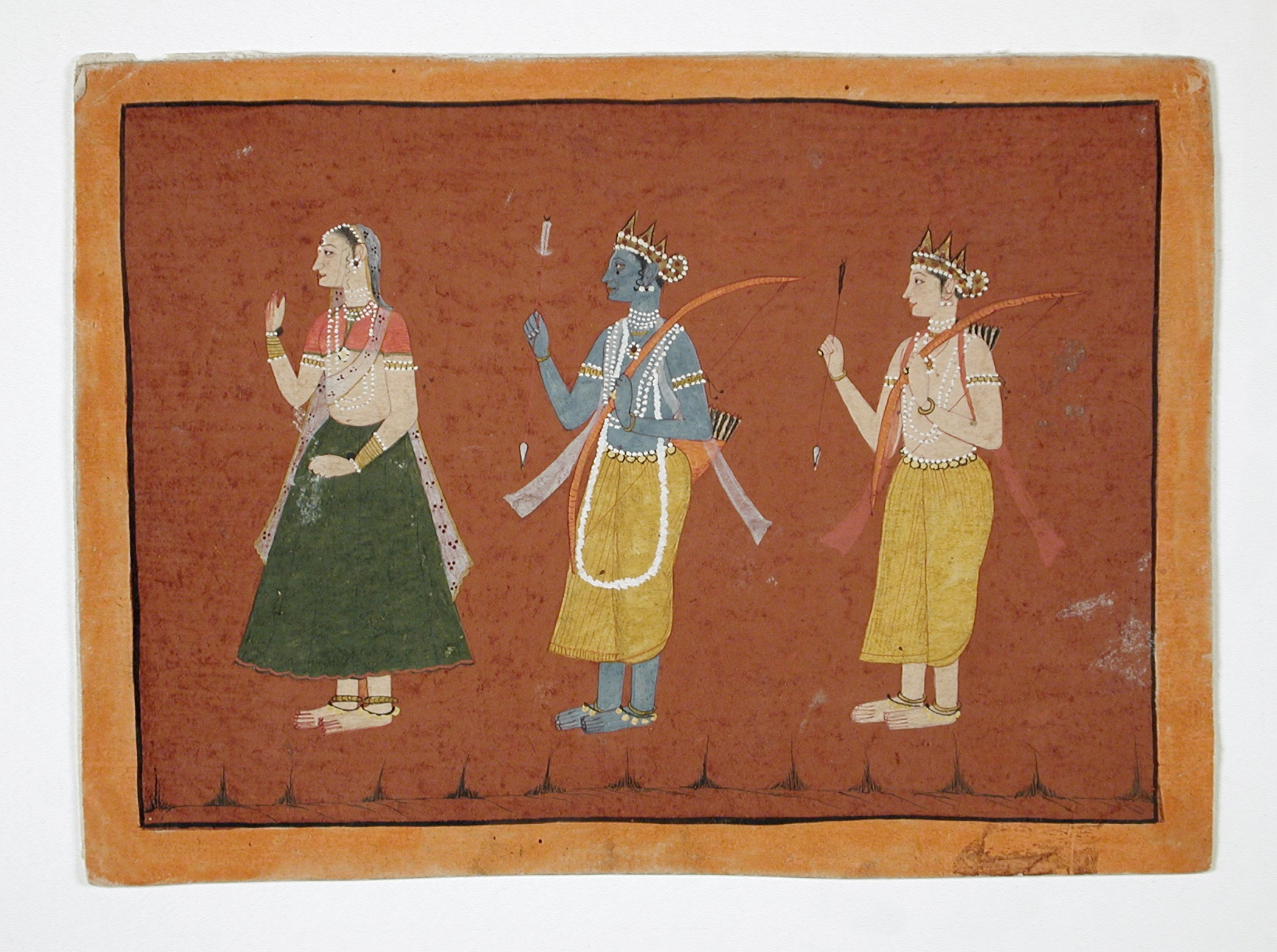
Sîtâ, Râma et Lakshmana (de G. à D.). Miniature, Himachal Pradesh, vers 1690. Musée d'Art du comté de Los Angeles.

Alors qu'ils sont maintenant installés dans la forêt, le démon Rāvana, qui est roi de Lankâ, apprend la présence du trio, et quand il voit Sitâ, il est séduit par sa beauté. Il l'enlève et l'enferme dans son palais. Aussitôt Râma se démène pour la libérer. Pour cela, il s'allie avec le roi des singes qui met à disposition son armée. Après de nombreuses péripéties, au cours desquelles il élimine une bonne partie des troupes de démons de Râvana, Râma arrive sur les rives de l'Océan, en face de Lanka. Là, un des chefs de l'armée des singes, Hanumân — qui est devenu l'ami indéfectible de Râma — a l'idée de construire un pont entre la terre ferme et Lanka. Râma et son armée peuvent ainsi bientôt mettre le siège devant les murs de la ville de Râvana. Après une série de combats au cours desquels nombre de démons perdent la vie, Râma défie Râvana en duel et le tue. Rāma élimine également Vali, le roi-singe de Kishkindha (en). Il est protégé pendant ses aventures par le sage Agastya, et sauve aussi Ahalya, transformée en pierre par son mari car il la soupçonnait d'avoir eu une aventure avec Indra ce qui était faux.

### Le retour à Ayodhyâ et les ordalies

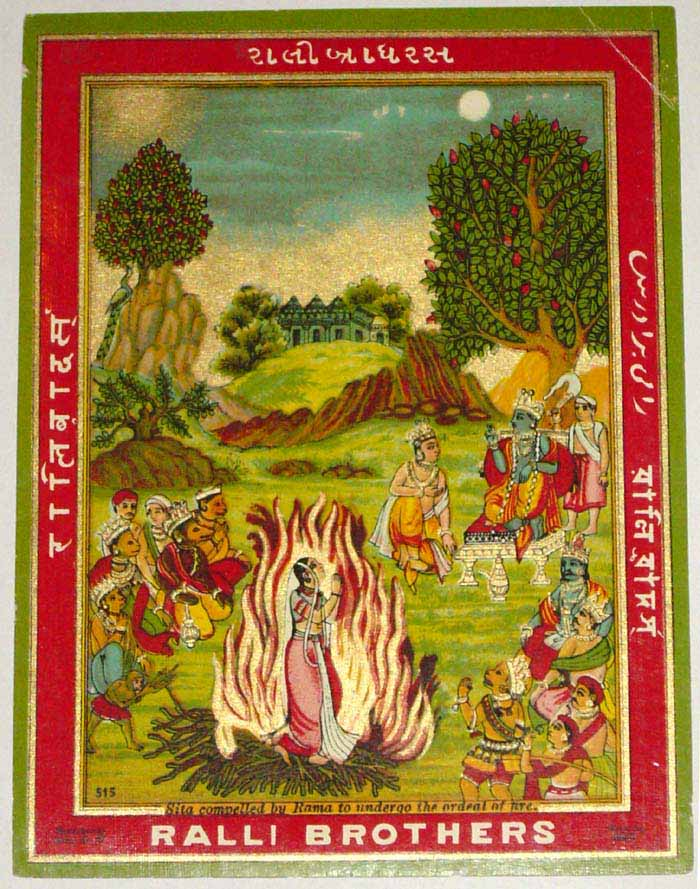
L'ordalie par le feu. Textile du début des années 1900.

Ayant ainsi pu sauver Sîtâ, il retourne à Ayodhyâ, où il peut monter sur le trône. Devenu roi, Râma fait régner la justice et il gouverne selon le dharma. Mais bientôt, un doute s'insinue en lui: Sîtâ ne se serait-elle pas laissé séduire par Râvana? Sîtâ jure d'être restée fidèle, et pour le prouver demande une ordalie: on allume un grand feu, dans lequel elle s'avance, sans être le moins du monde blessée, car les flammes s'ouvrent pour la laisser passer. Le peuple exulte. Pourtant, une nouvelle accusation apparaît: certains prétendent qu'elle est partie de son plein gré avec Râvana, et le roi Râma doit la répudier: dans un royaume de justice (dharma-râjya), l'harmonie entre les sujets et le roi doit être parfaite. Sîtâ part alors dans un ashram dans la forêt, où Râma la retrouve par hasard quelque temps plus tard. Sîtâ propose alors une nouvelle ordalie: « Si je te suis restée fidèle, que la Terre s'ouvre et me reçoive en son sein ». Aussitôt le sol s'ouvre et Sîtâ disparaît. Le roi revient à Ayodha, désespéré. Il réalise que son rôle sur Terre est arrivé à son terme et il met fin à ses jours avec ses plus proches compagnons: ils entrent dans la Sarayû et se noient. Ce suicide collectif devient en fait une grande apothéose.
Selon certaines versions, c'est après 10 000 ans de règne que cet événement se produit, et il revient ainsi à sa forme véritable et éternelle de Mahavishnou (en). Ses frères Bhârata et Shatrughna, ainsi que de nombreux fidèles, le suivent et fusionnent également avec Mahavishnou.

## Culte
Ces dernières années, le culte de Rāma est devenu très lié au nationalisme hindou. Rāma est considéré comme un modèle d'adhésion au système des castes et aux règles du dharma, et comme un adversaire actif de ceux qui veulent les détruire.

## Représentations dans les arts
On trouve la représentation (mûrti) de Rāma dans la Rāma-Pûrva-Tâpinî-Upanishad (4,7-10), citée par Daniélou :

« Rāma est représenté avec la Nature, son épouse, à ses côtés. Il est de couleur sombre, vêtu d'un voile jaune. Ses cheveux sont fixés en chignon. Il a deux bras, porte deux grands anneaux d'oreilles et un collier précieux. Il semble fier, tenant son arc et souriant. [...]
Sur son genou gauche est assise la cause de l'Univers, l'énergie primordiale appelée la Froide (Sâtî). Elle a l'éclat de l'or pâle. Ses deux bras sont couverts de bijoux célestes. Elle tient dans sa main un lotus. [...] Rāma paraît fort et beau. Derrière lui on aperçoit son frère Lakshamana qui est couleur d'or pâle. Il tient un arc et quelques flèches. Les trois forment un triangle. »

L'iconographie de Râma et la célébration de sa personne est d'une très grande richesse, à travers toute l'Inde et l'Asie du Sud-Est. On retrouve la narration de sa vie dans les sculptures des temples. Sa représentation est double du fait de sa nature humaine et divine, et il est montré à la fois comme un héros national et un dieu, tantôt sous les traits d'un kshatriya qui porte les armes, tantôt aussi avec la conque de Vishnou.

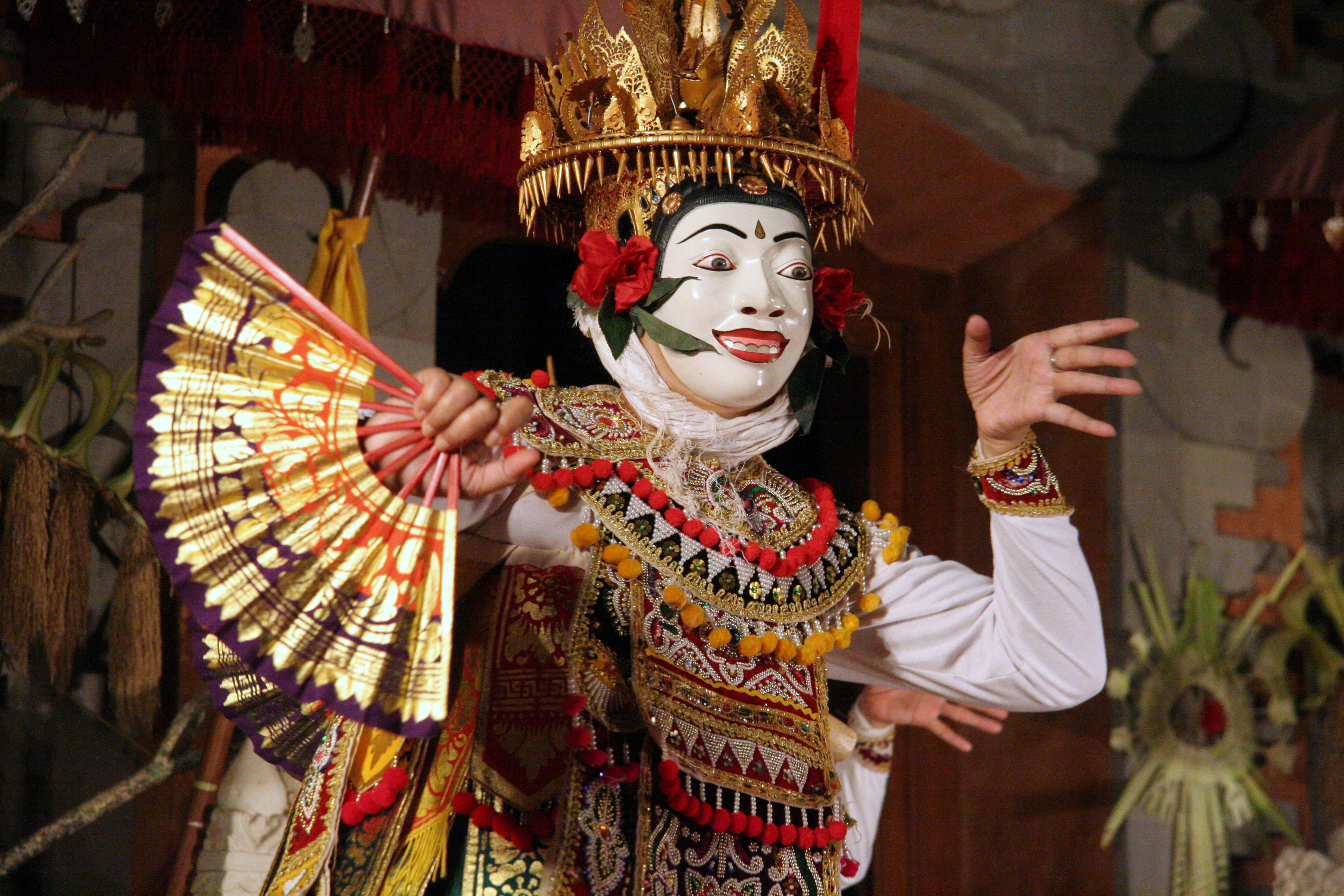
Le prince Rāma, un ballet balinaise qui raconte sa vie.

## Divers

### Épithètes et noms locaux de Rāma
Rāma est aussi appelé Rāmaiyâ, Dasharatha-Rāma, Sîtâpati, Koshalendra, Raghupati, etc. Il est Phra Lam en laotien et en thaï, Ream en khmer.
D'autre part, pour Alain Daniélou, le nom « Charmant » et la quête de son épouse enfermée dans une forteresse lointaine, gardée par un démon, fait du geste de Râma l'origine très probable du personnage du « Prince charmant » des légendes occidentales.
D'après Ramakrishna Paramahamsa (l’Évangile selon Sri Ramakrishna), « Rāma est le guru de Shiva, Shiva est le guru de Rāma ».

### Tensions à Ayodhyā
À Ayodhyā, le lieu supposé de la naissance de Rāma est une source de conflits inter-communautaires, car ce serait à cet endroit que s'élève une mosquée construite par  Bābur; or, pour bâtir cette mosquée, Babur aurait fait démolir un temple qui se trouvait là. Les tensions entre hindous et musulmans à ce propos ont conduit à la destruction de la mosquée en 1992. Le terrain a ensuite été réattribué, à la suite d'un jugement de la Cour Suprême indienne, afin de permettre la construction d'un temple de Rāma, le Ram Mandir. Il est finalement inauguré le 22 janvier 2024 par le premier ministre Narendra Modi.